# Advanced Practice Nursing
Das Advanced Practice Nursing, auch Advanced Nursing Practice ist eine akademische Weiterqualifikation für Angehörige der Pflegeberufe. Als Advanced Practice Nurses sind diese dazu befähigt, in einem Spezialgebiet der Patientenversorgung oder der Gesundheitsprävention sowohl praktisch als auch wissenschaftlich tätig zu werden und Leitungsfunktionen einzunehmen.

## Allgemein
Beim Advanced Practice Nursing (APN) handelt es sich um ein weltweit etabliertes Pflege-Konzept, das den Kompetenzbereich der Gesundheits- und Krankenpflege vertieft und die damit verbundenen Aufgaben und Einsatzmöglichkeiten erweitert. Das APN zielt hierbei insbesondere darauf ab, dass die Advanced Practice Nurses in spezialisierten Versorgungsfeldern tätig werden oder sich bestimmten Patientengruppen widmen, beispielsweise der Versorgung von Patienten mit Chronischen Wunden oder im Reha-Bereich. International werden diese spezialisierten und akademisch qualifizierten Pflegekräfte auch als Nurse Practitioner, Clinical Nurse Specialist, Higher Level Practitioner, Nurse Consultant oder Public Health Nurse bezeichnet. Im Gegensatz zum deutschsprachigen Raum sind APN in anderen Ländern z. T. seit Jahren in die medizinische Versorgung eingebunden.  Im Herbst 2018 sprach sich der International Council of Nurses dafür aus, für den Einsatz und das Tätigkeitsfeld entsprechend qualifizierter Pflegekräfte einheitlich den Begriff Advanced Practice Nursing zu verwenden.

### Einsatzgebiete
Der Einsatz von APN in der Patientenversorgung erfolgt in Deutschland derzeit noch nicht so strukturiert, wie beispielsweise im anglo-amerikanischen Raum, und ist auf den klinischen Sektor beschränkt. In den USA, wo die Pflegeausbildung seit jeher im Rahmen eines Studiums erfolgte, arbeiten sogenannte Nurse Practitioners eigenständig, bzw. in Praxisgemeinschaften in der ambulanten Patientenversorgung – im Jahr 2019 gab es 40 Nurse Practitioners auf hunderttausend Einwohner. Der Einsatz von APN trägt nachweislich zur Verbesserung pflegerischer Versorgung bei. Sie übernehmen viele Aufgaben, die nach traditionellem Verständnis dem Arzt vorbehalten sind, wie Entscheidung über Aufnahme und Entlassung, aber auch die Erstellung von Behandlungsprogrammen. Ein mögliches Einsatzgebiet für APN ist somit auch in Deutschland die medizinisch-pflegerische Versorgung von Patienten im ländlichen Raum. Erhebungen in mehreren Ländern wiesen auf gute Erfahrungen und hohe Akzeptanz auf Seiten der Patienten hin. Eine Kooperation zwischen G-BA, der Katholischen Hochschule Mainz, der Universität Bremen, der BKK Landesverband Mitte, die Kassenärztliche Vereinigung Rheinland-Pfalz und der Mainzer Johannes Gutenberg-Universität initiierte im Jahr 2020 ein vierjähriges Projekt zur Untersuchung zu Möglichkeiten der häuslichen Versorgung multimorbider Patienten. Das Forschungsprojekt FAMOUS („Fallbezogene Behandlung multimorbider Patient/innen in der Hausarztpraxis durch Advanced Practice Nurses“) beinhaltet 1.200 Patienten und eine doppelt so große Vergleichsgruppe.

## Ausbildung
Ein gemeinsames Positionspapier der Verbände DBFK (Deutschland), ÖGKV (Österreich) und SBK (Schweiz) definierte im Jahr 2013 einen gemeinsamen Anforderungs- und Kompetenzenkatalog für dieses Berufsbild, das seither im deutschsprachigen Raum als Pflegeexperte/-in APN bezeichnet wird. Studienmöglichkeiten im Advanced Practice Nursing (APN) werden im deutschsprachigen Raum sowohl als Bachelor- als auch als  Masterstudiengang angeboten.

### Ausbildungsstätten
Hochschulen, die im deutschsprachigen Raum einen entsprechenden Studiengang anbieten oder bisher angeboten haben, sind:
- Akkon Hochschule für Humanwissenschaften
- Universität Basel, Institut für Pflegewissenschaft – Nursing Science (INS)
- DHBW, Center for Advanced Studies (CAS) in Heilbronn
- Fachhochschule Oberösterreich in Linz
- Berner Fachhochschule am Departement Gesundheit
- Evangelische Hochschule in Dresden
- Hochschule Bielefeld
- Fachhochschule Münster, Fachbereich Gesundheit - Advanced Nursing Practice Critical & Intensive Care
- Fliedner Fachhochschule in Düsseldorf
- Frankfurt University of Applied Sciences in Frankfurt am Main
- Hamburg Hochschule für Angewandte Wissenschaften in Hamburg
- Hochschule für Gesundheit in Bochum
- MSH Medical School in Hamburg
- Ostbayerische Technische Hochschule in Regensburg
- Paracelsus Medizinische Privatuniversität in Salzburg
- Philosophisch-Theologische Hochschule in Vallendar
- Fachhochschule St. Gallen in Form einer auf den Themenbereich Pflege bezogenen Vertiefung des Master of Science (FHO) Pflege
- Tiroler Privatuniversität UMIT in Hall in Tirol
- Zürcher Hochschule für Angewandte Wissenschaften in Zürich

Voraussetzung für eine Teilnahme am Studiengang ist eine entsprechende berufliche Qualifikation. Das Studium des Advanced Practice Nursing vermittelt Kenntnisse im Case-, Prozess- und Pflegemanagement sowie Grundlagen der Volkswirtschaftslehre und Einblick in europäische Sozialsysteme. Zudem werden vorhandene berufliche Vorkenntnisse zu Krankheitsbildern, Schmerzmanagement und spezifischen Krankheitsbildern vertieft.